# آزف
آزُف (به روسی: Азов) یا آزوف شهری است که در کشور روسیه و در اوبلاست روستوف واقع شده‌است.